# 新北市私立南強高級工商職業學校
新北市私立南強高級工商職業學校（英語：Nan Chiang Vocation High School），簡稱南強工商。

## 歷史
於民國46年5月20日由林蔭中、吳本煜、陳石安、劉軟綢創設。首任校長為吳本煜。當時是初級中學；隔年（民國47年）增辦高中，成為完全中學。在民國66年改制為南強高級工商職業學校。
113學年度申請停招

## 校訓
忠勤誠篤
忠於國、勤於學、誠於人、篤於行。

## 科系介紹

### 日間部
- 汽車科
- 電影電視科
- 資訊科
- 觀光事業科
- 表演藝術科

### 進修學校
- 觀光事業科
- 汽車科

## 校友
- 張振寰
- 陳啟禮
- 阿桑
- 不浪·尤幹
- 鄭志龍
- 陳德容
- 耀樂
- 方妍心
- 霍建華
- 林道遠
- 劉虹翎
- 明金成
- 潘美辰
- 邱宇辰
- 王凱 (台灣藝人)
- 王伯源
- 王海輪
- 楊雅筑
- 心平
- 斯亞
- 易恩
- 朱志清
- 林子閎
- 王信翔
- 聖結石
- 許展榮
- 許展瑞
- 謝章穎
- 陳立農
- 陳柏安

## 外部連結
- （繁體中文）私立南強高級工商職業學校 （页面存档备份，存于）